# Свита (ТВ серија)
Свита (енгл. Entourage) америчка је драма-комедија, ТВ-серија куће ХБО. Серија је трајала 8. сезона, а завршила се 11. септембра 2011. године. Серију је направио и у највећем делу написао Даг Елин, а прати живот младог глумца у успону Винсента Чејса и његове тројице пријатеља из Квинса (Њујорк) и њихов живот у Лос Анђелесу.
Марк Волберг и Стивен Левинсон су били извршни продуценти, а серија је донекле базирана на почецима Марка Волберга у филмској индустрији. Серија се бави темом мушког пријатељства и ситуацијама у модерном Холивуду. Серија је позната по појављивању великог броја стварних филмских звезда, а обично су ту бар по две суперзвезде Холивуда.